# (20161) 1996 TR66
(20161) 1996 TR66 ali  (20161) 1996 TR66 je čezneptunski asteroid, ki se nahaja v Kuiperjevem pasu. Spada v skupino tutinov. Za tutine je značilno, da so v resonanci 2 : 1 z Neptunom.

## Odkritje
Odkrili so ga David C. Jewitt, Chad Trujillo, Jane X. Luu in Jun Chen na Observatoriju Mauna Kea, ki leži na Havajih.